# Алтурас (Флорида)
Алтурас (англ. Alturas) — переписна місцевість (CDP) в США, в окрузі Полк штату Флорида. Населення — 4084 особи (2020).

## Географія
Алтурас розташований за координатами 27°49′53″ пн. ш. 81°41′5″ зх. д. / 27.83139° пн. ш. 81.68472° зх. д. (27.831412, -81.684770).  За даними Бюро перепису населення США в 2010 році переписна місцевість мала площу 155,21 км², з яких 139,68 км² — суходіл та 15,54 км² — водойми.

## Демографія
Згідно з переписом 2010 року, у переписній місцевості мешкало 4185 осіб у 1426 домогосподарствах у складі 1109 родин. Густота населення становила 27 осіб/км².  Було 1690 помешкань (11/км²).
Расовий склад населення:
| - 87,9 % — білих - 3,6 % — чорних або афроамериканців - 0,4 % — корінних американців - 0,4 % — азіатів - 5,7 % — осіб інших рас |

До двох чи більше рас належало 1,9 %. Частка іспаномовних становила 17,1 % від усіх жителів.
За віковим діапазоном населення розподілялося таким чином: 26,4 % — особи молодші 18 років, 60,8 % — особи у віці 18—64 років, 12,8 % — особи у віці 65 років та старші. Медіана віку мешканця становила 38,9 року. На 100 осіб жіночої статі у переписній місцевості припадало 106,1 чоловіків;  на 100 жінок у віці від 18 років та старших — 107,1 чоловіків також старших 18 років.
Середній дохід на одне домашнє господарство  становив 51 227 доларів США (медіана — 43 350), а середній дохід на одну сім'ю — 57 060 доларів (медіана — 51 667). Медіана доходів становила 33 942 долари для чоловіків та 35 597 доларів для жінок. За межею бідності перебувало 22,8 % осіб, у тому числі 21,2 % дітей у віці до 18 років та 16,7 % осіб у віці 65 років та старших.
Цивільне працевлаштоване населення становило 1466 осіб. Основні галузі зайнятості: освіта, охорона здоров'я та соціальна допомога — 18,6 %, будівництво — 14,0 %, транспорт — 12,2 %, роздрібна торгівля — 11,9 %.